# Thamnaconus striatus
Thamnaconus striatus es una especie de peces de la familia Monacanthidae en el orden de los Tetraodontiformes.

## Morfología
Los machos pueden llegar alcanzar los 21 cm de longitud total.

## Hábitat
Es un pez de mar y de clima tropical y demersal que vive entre 175-337 m  de profundidad

## Distribución geográfica
Se encuentran en Indonesia y el noroeste de Australia.

## Observaciones
Es inofensivo para los humanos.